# Graphania nervata
Graphania nervata là một loài bướm đêm trong họ Noctuidae.